# كهوف الرياح

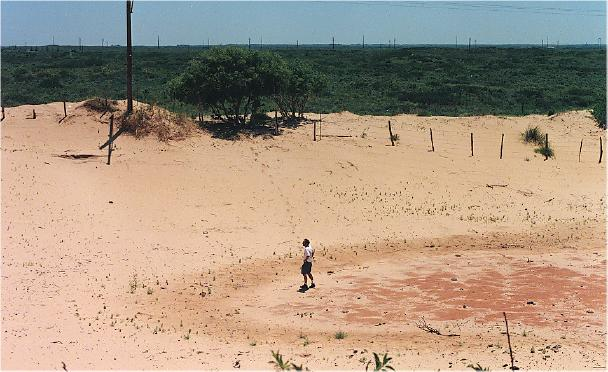
صورة لكهف الريح في تكساس عام 1996

كهوف الرياح أو ثقوب (بالإنجليزية Blowout)، هي عبارة عن تجاويف تنحت في الأجزاء اللينة من الصخور، حيث تعمل الرياح على جر وحمل المفتتات والمواد الصخرية المجواه، وتترك ورائها بعض الفجوات المتواضعة الاتساع المحدودة المساحة، ترتبط أساساً بالأحجار الرملية والجيرية في المناطق المكشوفة الغطاء النباتي التي تتميز بالجفاف.